# Angelo de Mojana de Colonna
Angelo de Mojana di Cologna (Milán, 13 de agosto de 1905 - Roma, 18 de enero de 1988) fue un noble italiano, príncipe de la Iglesia y el 77° Gran maestre de la Orden de Malta.

## Biografía
Angelo de Mojana di Cologna nació en Milán, Italia, en 1905. En 1940 ingresó en la Orden de Malta y en 1962 fue elegido Gran maestre en sustitución del fallecido Ernesto Paternó-Castello di Caraci, que había regido los destinos de la orden desde 1955, año de la muerte del anterior Gran maestre, Ludovico Chigi Albani della Rovere.
Durante su mandato viajó varias veces a España, y otorgó al rey Juan Carlos I de España la profesión ad honorem de la Orden de Malta, recibiendo de manos del Rey el collar de la Orden de Carlos III.
En 1985, con motivo de celebrarse los 25 años de su elección, el papa Juan Pablo II le concedió la condecoración pontificia de la Suprema Orden de Cristo, la más alta condecoración del Vaticano, reservada a jefes de Estado.

Angelo de Mojana di Colonna falleció en Roma el 18 de enero de 1988, a la edad de 82 años. Tras el interinato del gran comendador, fra Jean-Charles Pallavicini, fue sucedido por Andrew Willoughby Ninian Bertie.
| Predecesor: Ernesto Paternó-Castello di Caraci (Lugarteniente general) | Gran maestre de la Orden de Malta 1962 - 1988 | Sucesor: John Charles Pallavicini (Lugarteniente general) |